# Raşit Çetiner
Raşit Çetiner (Istanbul, 10 settembre 1956) è un allenatore di calcio ed ex calciatore turco, di ruolo centrocampista o difensore.

## Palmarès

### Giocatore

#### Club
- Campionato turco: 2

Galatasaray: 1986-1987, 1987-1988
- Coppa di Turchia: 3

Fenerbahçe: 1978-1979
Galatasaray: 1981-1982, 1984-1985